# Simitarra de Sri Lanka
La simitarra de Sri Lanka (Pomatorhinus melanurus) és un ocell de la família dels timàlids (Timaliidae).

## Hàbitat i distribució
Habita zones de matolls, sotabosc i pastures als turons de Sri Lanka.